# Lijst van spelers van sc Heerenveen (vrouwen)
Dit is een lijst van voetballers die minimaal één officiële wedstrijd hebben gespeeld in het eerste elftal van de Nederlandse vrouwenvoetbalclub sc Heerenveen.

## A
- Suzanne Admiraal
- Céline Agema
- Lucie Akkerman
- Hester Algra
- Jamie Altelaar
- Aymee Altena
- Indy Appelmann

## B
- Jill Bayings
- Williënne ter Beek

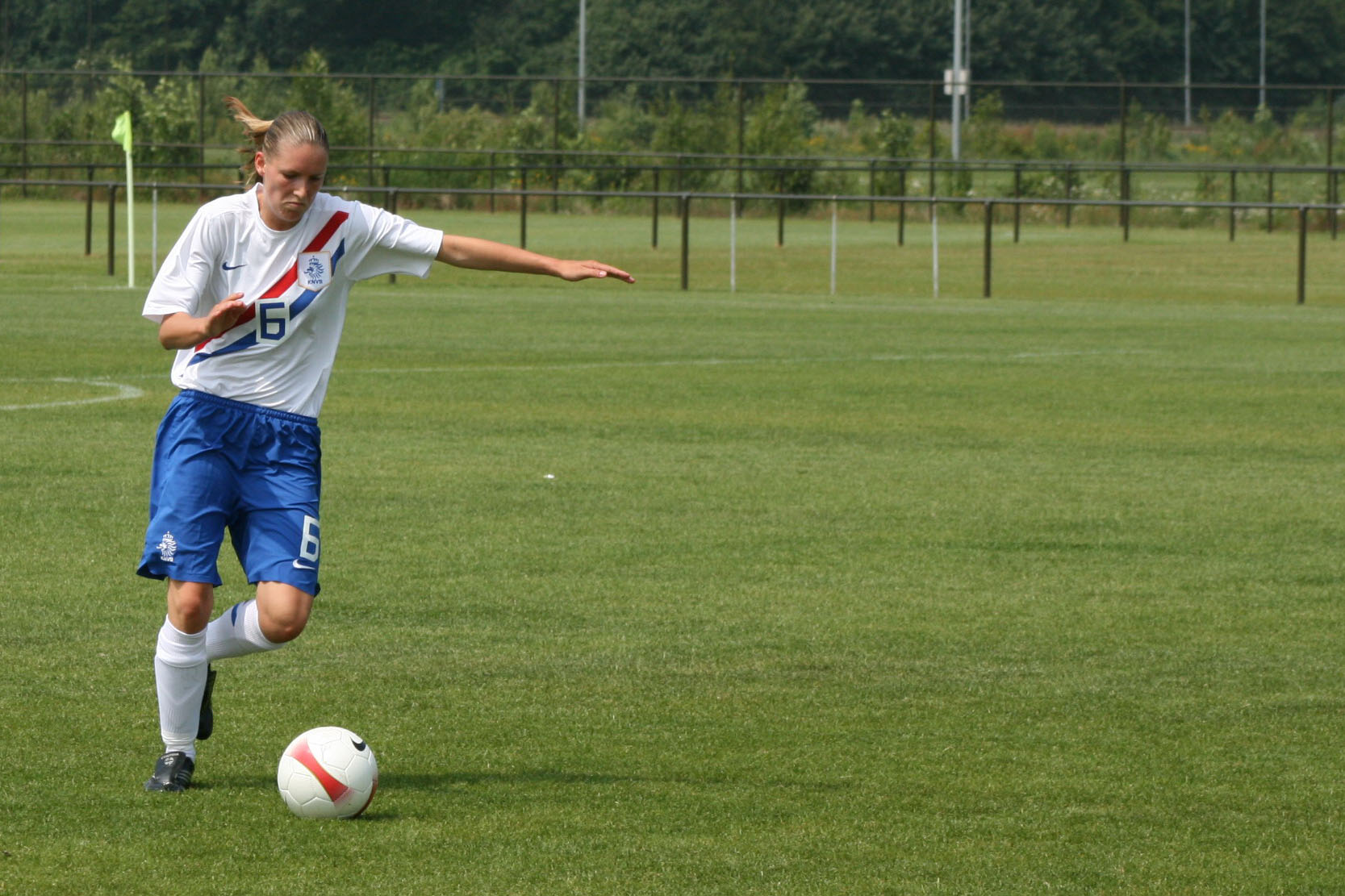
Cynthia Beekhuis
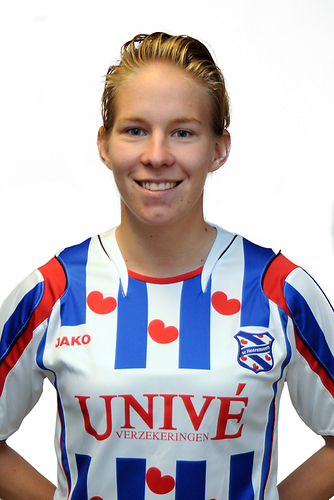
Sylvia Smit

- Linda van Beekhuizen
- Jet van Beijeren
- Juanita Biegbudu
- Roxanne van de Berg
- Marieke de Boer
- Merel Bormans
- Lianne Bouwmeester
- Zoë Brouwer
- Eva Bruijnes
- Marije Brummel
- Nayomi Buikema

## C
- Bibi Cox

## D
- Nicole Delies
- Nikée van Dijk
- Lisanne Dik
- Claire Dinkla
- Jasmijn Duppen

## E
- Brenda Eefting
- Atty Eelkema
- Floor Egberts
- Janneke Ennema
- Nangila van Eyck

## F
- Dana Foederer
- Judith Frijlink

## G
- Danique van Ginkel
- Sanne de Goede
- Anouk de Groot

## H
- Roos de Haas
- Si Shut Hau
- Geertje Hiemstra
- Aafke de Hoek
- Amelie Hoendermis
- Suzanne Huijing
- Bernou Hylkema
- Hanna Huizenga
- Elze Huls

## I
- Lyanne Iedema

## J
- Tessa Jager
- Jessica Jurg

## K
- Jip Kappetein
- Eef Kerkhof
- Mariska Kogelman
- Tara Kommer
- Stefanie Kortenaar
- Nathalie Kothai

## L
- Nancy Loth

## M
- Elfi Maass
- Evi Maatman
- Helena Macleane
- Esther Makken
- Carmen Manduapessy
- Lieke Martens
- Kristen McFarland
- Ilse Meekma
- Fenna Meijer
- Marian Meijer
- Hanneke Mensink
- Vivianne Miedema
- Wendy Mulder

## N
- Ana Nassette
- Nina Nijstad

## O
- Jorike Olde Loohuis
- Nadja Olthuis

## P
- Noa Pawirodimedjo
- Dana Philippo
- Femke Pietersma
- Gave Van Poucke
- Yvonne Ploeg

## R
- Jasmijn Resink
- Chimera Ripa
- Rosanne Roeles
- Anna Ruiter

## S
- Shanice van de Sanden
- Lisanne Schaareman
- Chantal Schouwstra
- Alied Schuiringa
- Ingrid Schuiten
- Marjolein Smit
- Sylvia Smit
- Eef Smits
- Dewi Snippe
- Sherida Spitse
- Silje Stockmar

## T
- Iris Teijema
- Danisha Theocharis
- Bernice Thurkow

## U
- Jelena van Uden
- Britt Udink

## V
- Jet van der Veen
- Roos van der Veen
- Leonie van de Velde
- Sanne van der Velde
- Zoï van de Ven
- Shannon Viet
- Elize van Vilsteren
- Aricca Vitanza

## W
- Stephanie de Wal
- Maruska Waldus
- Maxime Welten
- Demi Werther
- Lotte Wiekamp
- Hilde Winters
- Wilma Winters

- Cynthia Beekhuis
- Sylvia Smit